# Ichneumon atratus
Ichneumon atratus là một loài tò vò trong họ Ichneumonidae.